# Terrateig
Terrateig es un municipio de la Comunidad Valenciana, España. Perteneciente a la provincia de Valencia, en la comarca del Valle de Albaida. Cuenta con una población de 290 habitantes (INE 2024).

## Geografía
El relieve presenta una suave ondulación que baja desde el lado meridional, en donde se alcanzan los casi 600 m de altitud en la loma de San Jaime (579 m.), hasta el mismo lecho del río Vernisa. Las tierras de cultivo ocupan la parte más septentrional del término.
El medio climático es propio de los países mediterráneos, con medias que oscilan entre los 9 °C de enero y los 24 °C de julio y agosto.
Desde Valencia, se accede a esta localidad a través de la A-7 para enlazar con la CV-40 para finalizar en la CV-60.

### Localidades limítrofes
El término municipal de Terrateig limita con las siguientes localidades:
Almiserà, Benicolet, Lugar Nuevo de San Jerónimo, Montichelvo y Villalonga, todas ellas de la provincia de Valencia y Lorcha en la provincia de Alicante.

## Historia
Sólo se tienen noticias de la ocupación antigua de este término municipal a partir de la Segunda Edad del Hierro, poco más o menos desde el siglo IV a. C., como se deduce de la existencia de restos de época ibérica en el Tossal, alto existente a la izquierda de la entrada al Coll de Llautó, estrecho que comunica la Vall de Albaida con la huerta de Gandía.
A principios del siglo pasado, Isidro Ballester Tormo localizó las ruinas de un posible poblado del que recogió numerosos fragmentos de cerámica, entre ellos un vaso bitroncocónico, hecho a torno, con vestigios de líneas horizontales pintadas. En este mismo punto, posiblemente por continuidad de su ocupación, aparecen también restos ya de época romana.

## Demografía
Terrateig cuenta con una población de 290 habitantes (INE 2024).
| Gráfica de evolución demográfica de Terrateig entre 1842 y 2021                                                     |
| |
| Población de derecho según los censos de población del INE Población de hecho según los censos de población del INE |

## Economía
Su riqueza económica reside en la agricultura constituyendo casi la totalidad de la superficie del término. El resto se halla poblado por pinos y matas. Dentro del secano tenemos el cultivo de la vid, almendros y olivos. En regadío se cosechan hortalizas, naranjas, manzanas y otras frutas.
La ausencia de cualquier actividad industrial es causa del estancamiento demográfico en que se halla la población.

## Administración y política
| Periodo   | Nombre                     | Partido         |
| --------- | -------------------------- | --------------- |
| 1979-1983 | Jesús Margarita Ferrer     | AI              |
| 1983-1987 | Jesús Margarita Ferrer     | AP-PDP-UL-UV    |
| 1987-1991 | Jesús Margarita Ferrer     | Alianza Popular |
| 1991-1995 | Jesús Margarita Ferrer     | Partido Popular |
| 1995-1999 | Consuelo Fenollar Bataller | Partido Popular |
| 1999-2003 | Consuelo Fenollar Bataller | Partido Popular |
| 2003-2007 | Consuelo Fenollar Bataller | Partido Popular |
| 2007-2011 | Celia Juan Escrivá         | Independiente   |
| 2011-2015 | Celia Juan Escrivá         | Partido Popular |
| 2015-2019 | Celia Juan Escrivá         | Partido Popular |
| 2019-2023 | Silvia Ferrer Rocher       | Independiente   |
| 2023-act. | Silvia Ferrer Rocher       | Som Terrateig   |

## Patrimonio
- Ermita de San Vicente Ferrer : Se trata de una ermita y el uso es el típico de tales edificios. Dedicado a la memoria de San Vicente Ferrer, quien predicó en un olivo próximo y realizó un milagro en la población, al pie de la colina "El Morquí". De la que fuera primitiva ermita no se conservan restos, siendo la actual la de 1833. La ermita se compone de una nave rectangular, con altar al fondo, y una pequeña habitación trasera, a modo de sacristía.
- Iglesia parroquial de San Juan Bautista
- Retablo cerámico de San Vicente Ferrer: Retablo de principios del siglo XX ubicado en la fachada principal del edificio situado en la calle Dalt n.º 2. Compuesto por 12 piezas cerámicas de 20 x 20 cm. Representa la figura de San Vicente Ferrer de pie, con hábito dominico, con la cabeza llameante, señalando con el índice diestro al cielo; al fondo las naves surcando el Mediterráneo, en alusión al milagro del trigo de Barcelona.
- Molino harinero: Conocido tradicionalmente como Molí Fariner del Tío Sento. El molino presenta dos plantas, siendo la superior la dedicada a zona de vivienda con una única habitación y la inferior la parte donde se desarrollaba el trabajo. Esta última se empleaba tanto como zona de molienda así como de almacén de harina.
- Arquitectura tradicional: Riurau del Corral, Riurau del Camí Casa Linares.
- Patrimonio hidráulico reseñable: En el entorno de la localidad se encuentran construcciones cuya función principal era suministrar el agua para el regadío. Destacan los siguientes acueductos, fuentes, balsas, azudes y pozos:
  - Acueductos: Aqüeducte de la Sèquia de la Font del Molí, Aqüeducte de l'Arcà.
  - Fuentes: Font del Pla de les Fonts, Font de la Nevera, Font de Llaunaix, Font de Sant Vicent, Font de Vidal, Font del Llop.
  - Balsas: Bassa de la Font de Sant Vicent, Bassa del Pla de les Fonts, Bassa de Vidal, Bassa del Llop, Bassa de la Casa de Soto, Bassa del Carabassero, Bassa del Morquí.
  - Azudes: Assut de La Bastea.
  - Pozos: Pouet del Camí de l'Horta de Baix.

## Fiestas locales
- Fiestas Patronales. Se celebran el lunes siguiente a Pascua en honor de San Vicente Ferrer.